# Koliště (Brno)
Koliště je jedna z hlavních průjezdních ulic v centru Brna. Celá leží v městské části Brno-střed, přičemž její většina leží na katastrálním území Brno-město a jižní část na území čtvrtí Zábrdovice a Trnitá. Ulice obkružuje část někdejší linie bývalého barokního opevnění označovaného jako glacis, česky koliště, a z východu lemuje historické jádro města. Jedná se o část vnitřního (malého) městského okruhu a velmi vytížený koridor zajišťující propojení severních, východních a jižních oblastí vnitřního Brna.  
Na severu začíná Koliště křižovatkou s ulicí Lidickou na rohu Moravského náměstí, pokračuje křižovatkami s ulicí Milady Horákové, s Bratislavskou a s Cejlem (Malinovského náměstí), podchází železniční nadjezd a končí na křižovatce s Křenovou u viaduktu Křenová, kde na něj navazuje Dornych. 
Ulice ohraničuje stejnojmenný park založený na místě zrušených městských hradeb. Řadová zástavba se nachází v podstatě jen z vnější (liché) strany ulice, přičemž její naprostá většina patří katastrálně do Zábrdovic, jižní konec do Trnité a severní do Černých Polí. Do Brna-města patří z adresních čísel na Kolišti pouze č.o. 4 v tělese viaduktu. 

## Pojmenování
Nejstarší známé ulice rozkládající se ve 14. století v prostoru dnešního Koliště byly Ledergasse tedy Kožená ulice pojmenovaná dle dílen koželuhů usazených v blízkosti okolo tekoucí říčky Ponávky a Grabengasse čili Příkop, jež název získala dle své polohy v místech bývalého předhradebního příkopu. Od roku 1867 byl prostor rozdělen na čtyři ulice známé jako Franzensglacis (Františkovo Koliště), Carlsglacis (Karlovo Koliště), Theresienglacis (Tereziino Koliště) a Zollhausglacis (Celní Koliště). Název Glacis, česky Koliště odkazuje na předpolí bývalého městského opevnění. Před stavbou Janáčkova divadla se v tomto prostoru nacházela i malá ulička Auf dem Glacis, Na kolišti a Tummelplatz, Na rejdišti. Od roku 1918 se přešlo na označení Koliště a německý ekvivalent Glacis. Od roku 1946 byla ulice pojmenována jako Stalinovy sady a od roku 1953 jako sady Osvobození. K zpětnému přejmenování na Koliště došlo v roce 1990.

## Doprava
Po Kolišti je vedena městská komunikace se dvěma až třemi pruhy v každém směru (čtyři až pět v obou směrech), včetně koncových bodů se na něm nachází pět světelně řízených křižovatek. Cyklistické pruhy nejsou zřízeny. Pro drobnou osobní dopravu je Koliště obecně nevhodné, bezpečnější je využít klidnější vnitřní okruh.
Městská hromadná doprava ulici na několika místech protíná, v blízkosti se nacházejí zastávky Moravské náměstí, Janáčkovo divadlo, Malinovského náměstí a Hlavní nádraží. Přímo po Kolišti vedou jen manipulační trolejbusové tratě do vozovny Husovice.

## Významné budovy a instituce
- Úrazová nemocnice v Brně (Koliště 41–45)
- Magistrát města Brna (potenciálně Koliště 2, vstup z Malinovského náměstí)
- Celní úřad pro Jihomoravský kraj (Koliště 17)

## Galerie

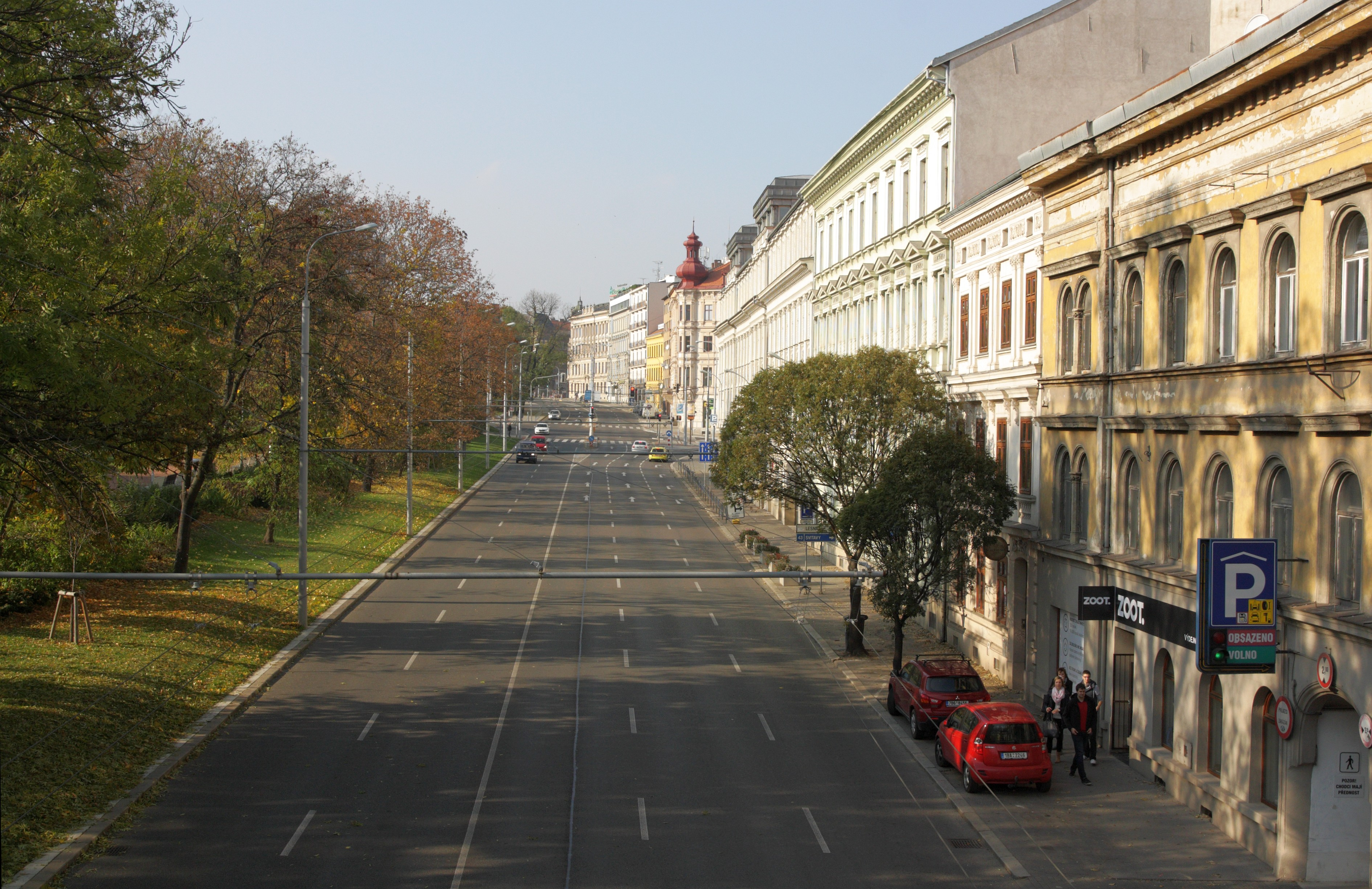
Pohled na ulici z lávky spojující park Koliště a palác IBC
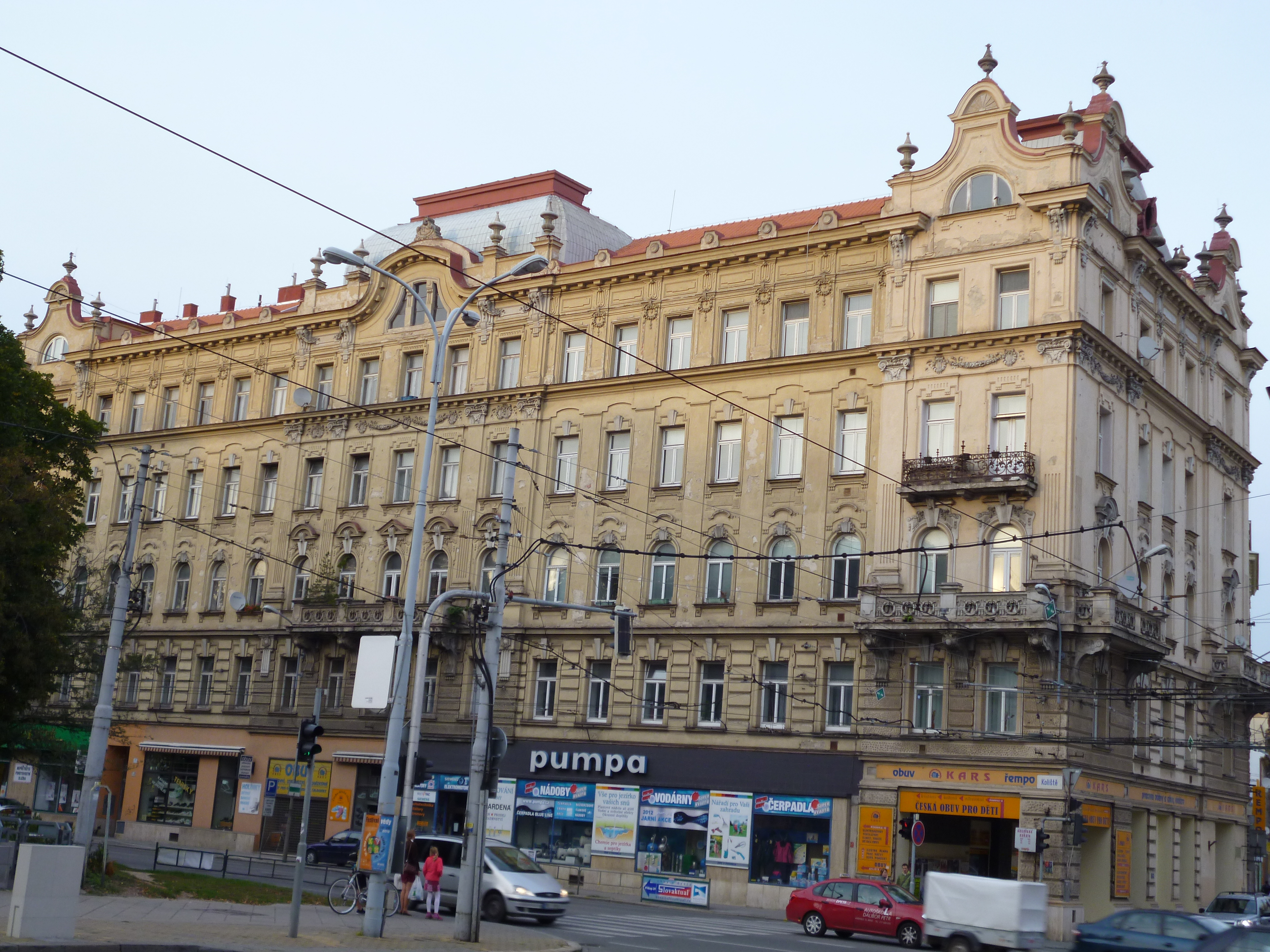
Činžovní dům na rohu ulic Koliště a Cejl
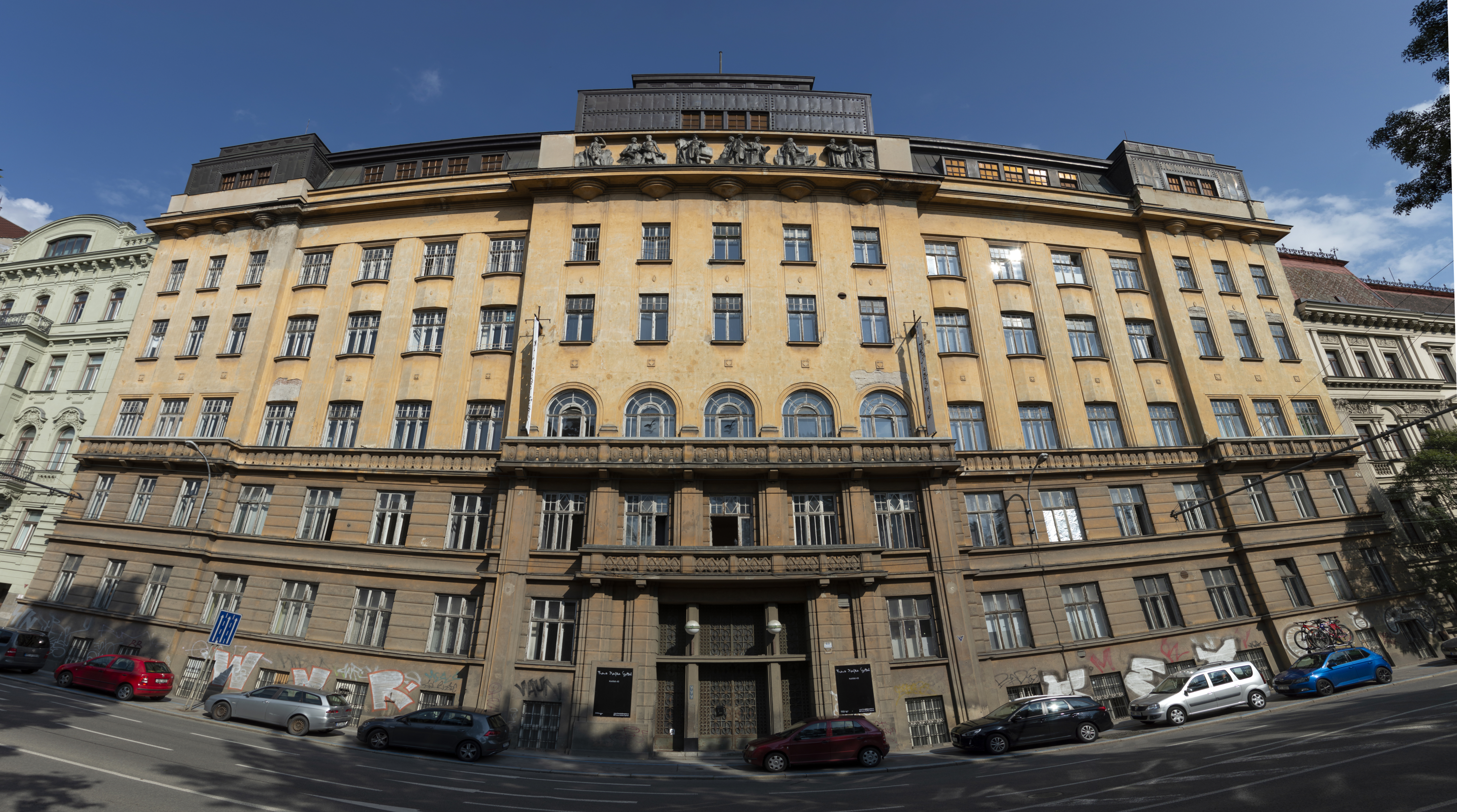
Budova Dělnické úrazové pojišťovny pro Moravu a Slezsko
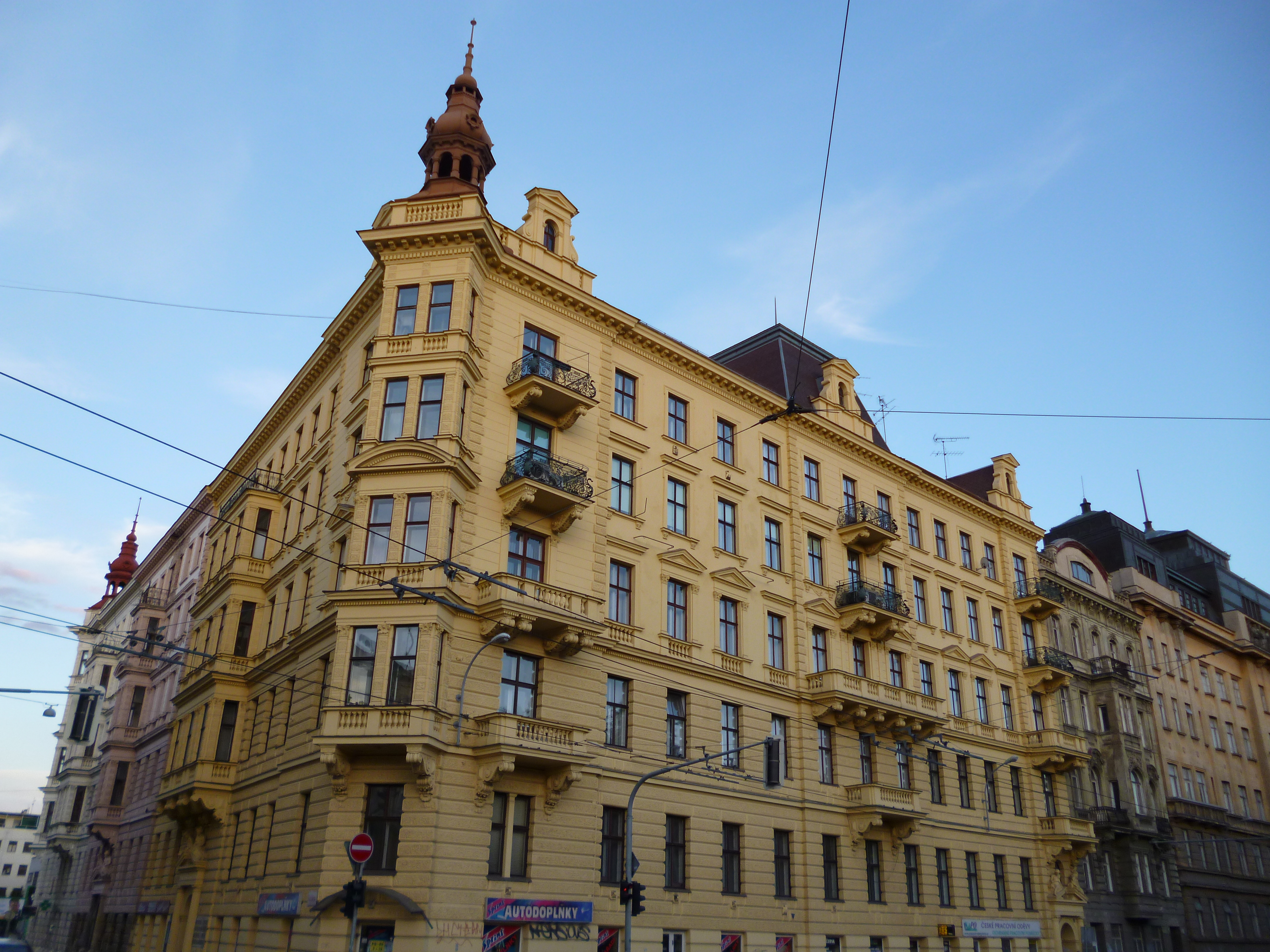
Činžovní dům na rohu Koliště a Bratislavské
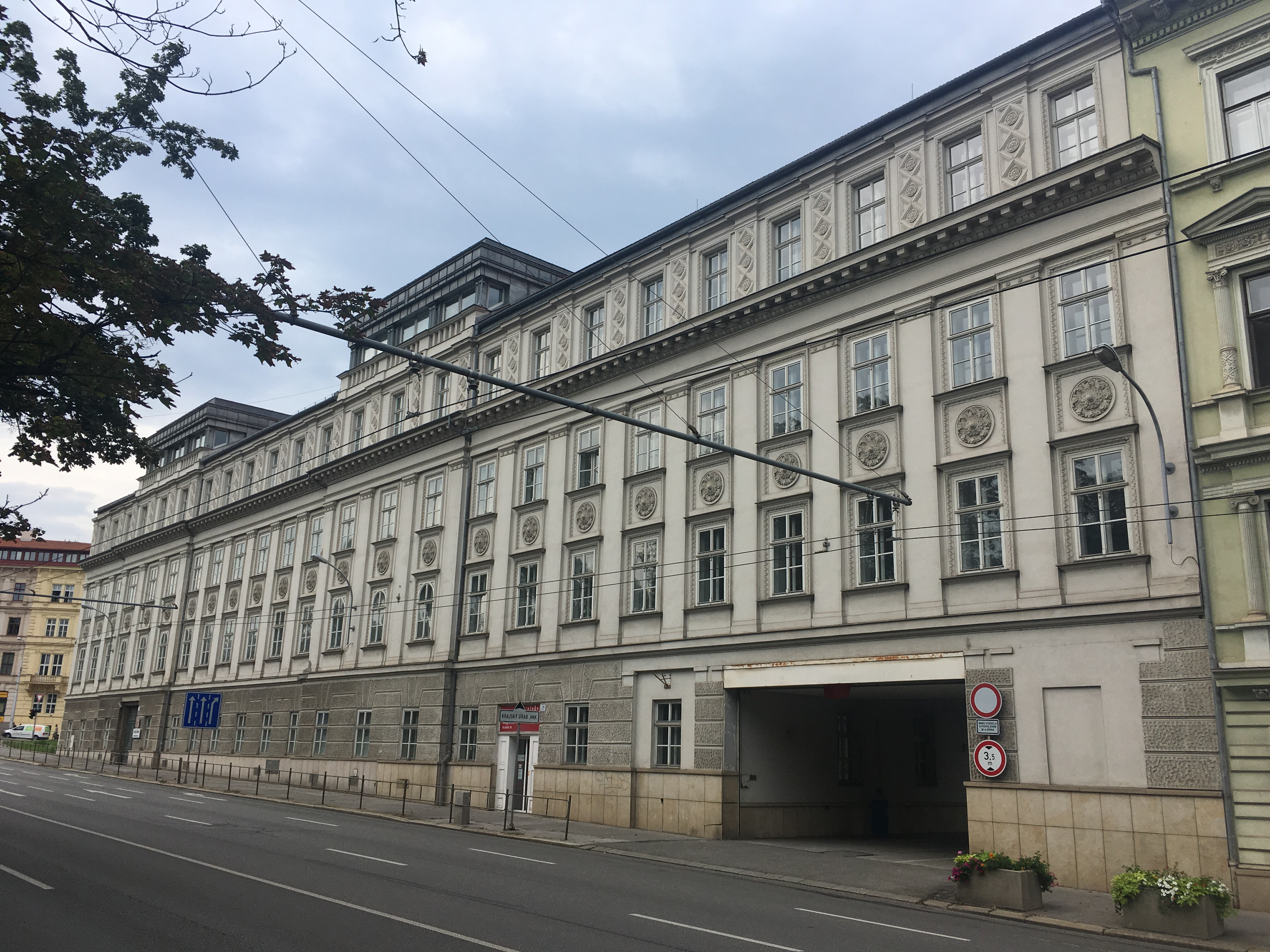
Palác Stephana Haupta von Buchenrode, sídlo magistrátu a krajského celního úřadu
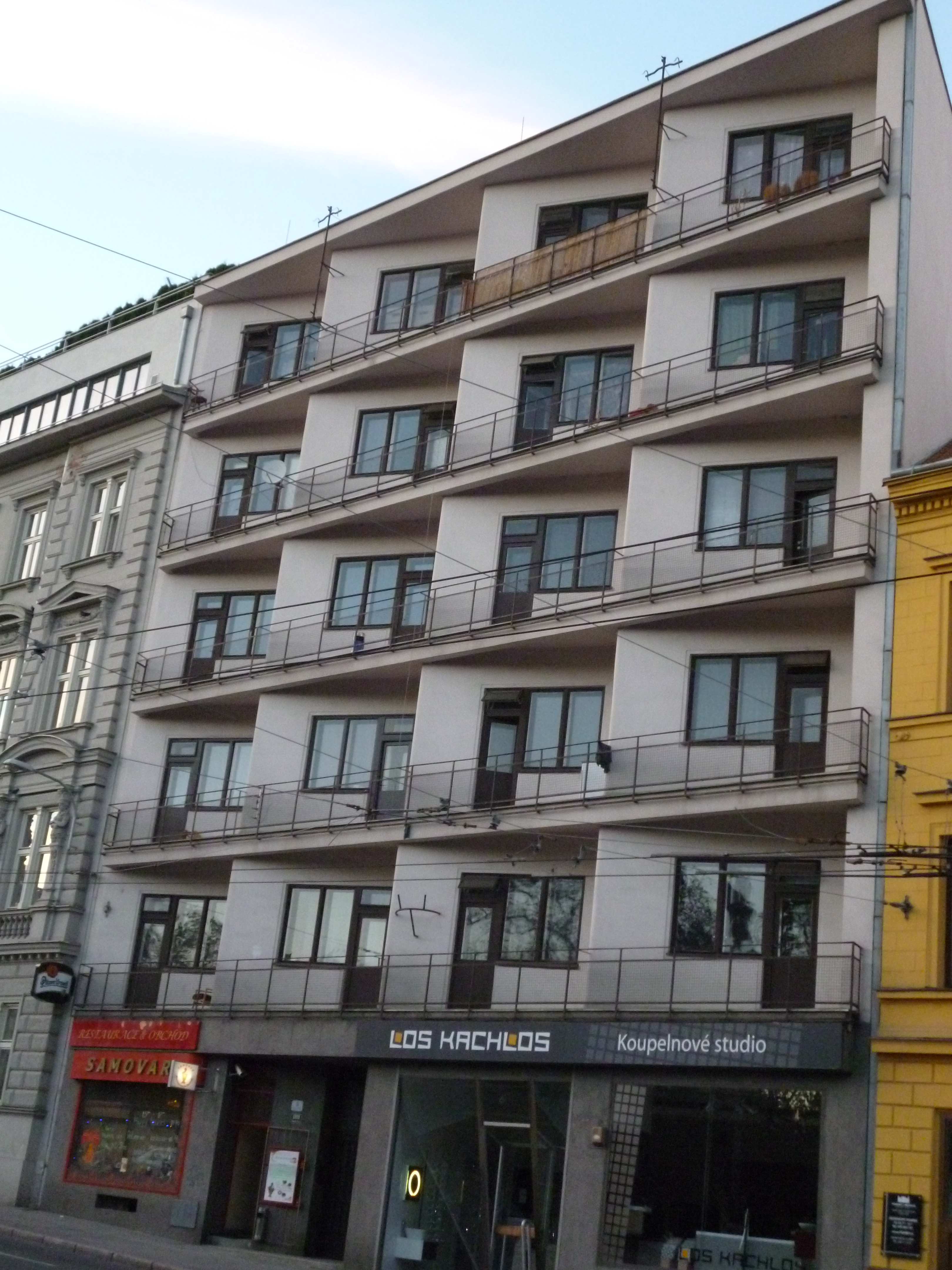
Památkové chráněný obytný dům s funkcionalistickým průčelím
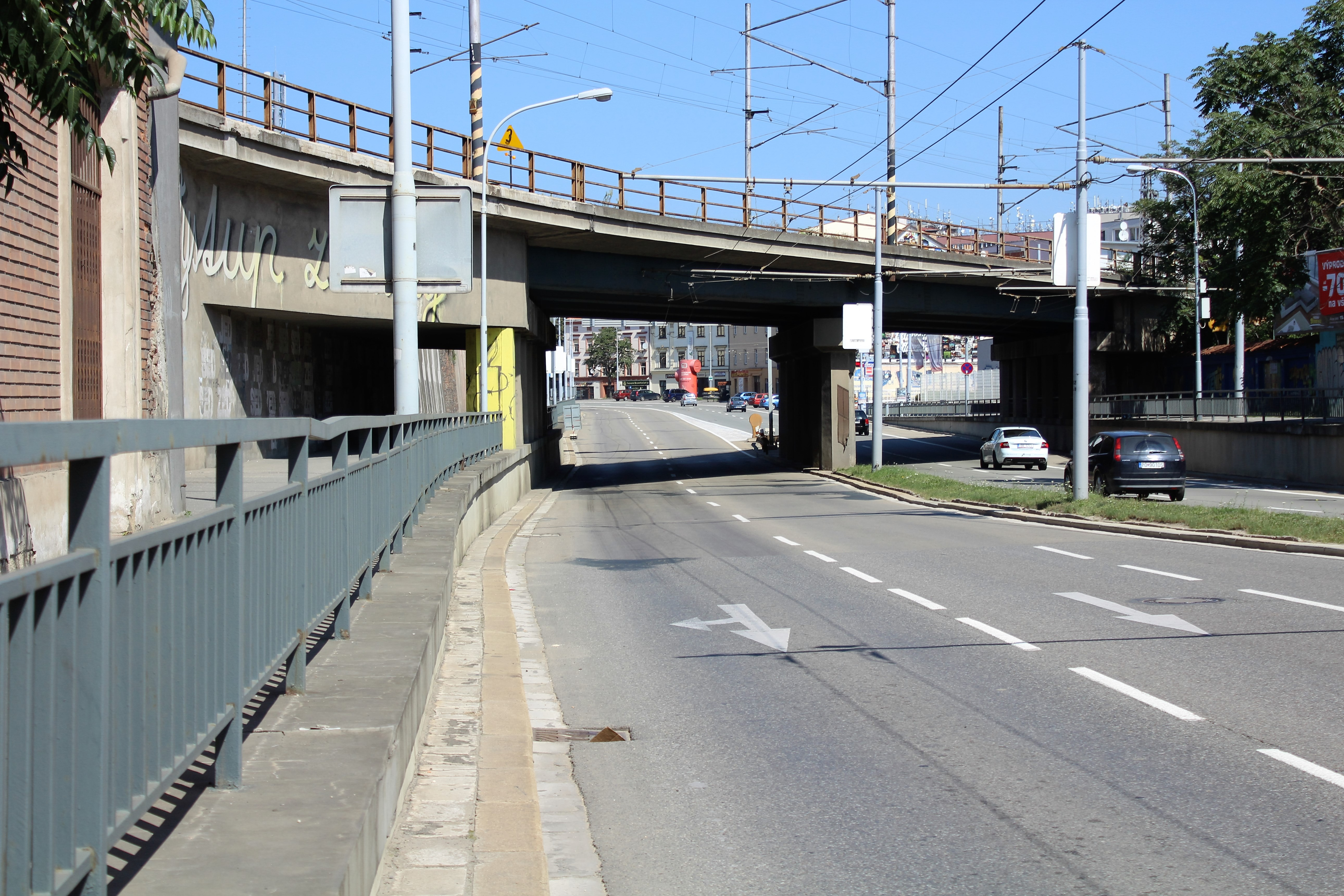
Železniční most přes ulici Koliště